# Vincenzo Di Giovanni (storico)
Vincenzo Di Giovanni (Palermo, 1550 – Castronovo di Sicilia, 1627) è stato uno storico italiano, e letterato siciliano. Autore di vaste opere storiografiche sulla città di Palermo, al tempo amministrata dagli spagnoli.

## Biografia
Figlio del barone Francesco Di Giovanni e di Delizia del Carretto, viene ricordato solo per la sua opera Palermo restaurato, rimasta manoscritta con copie sparse in diverse biblioteche, fino a quando Gioacchino Di Marzo la trascrisse nel 1800. Da giovine si arruolò nella flotta di Don Giovanni d'Austria e fu trascinato in guerra contro i Turchi in battaglia a Navarino; prediligeva le giostre d'armi e i duelli.
In seguito conobbe gli studi giuridici e fu anche membro dell'Accademia degli Opportuni. La sua produzione letteraria è piena di opere, composte per altro dal fratello Girolamo e divulgate a suo nome già nei primi del Seicento

## Opere
Le sue opere sono una valida testimonianza storiografica sulle vicende di Palermo e delle nobili famiglie del tempo;
- Palermo trionfante del 1600, poema all'interno dell'opera Palermo restaurato del 1615
- Palermo restaurato , descrivendo in quattro libri le vicende della città e il moderno assetto urbanistico, tra leggenda e verità[2]

- libro primo , Dell'origine e fondazione di Palermo con le cose successe fino a Ruggero
- libro secondo , Del sito della città, nobiltà, magistrati e persone illustri
- libro terzo , De' re, con tutte le guerre da loro fatte, e degli eroi sino al tempo che i re fecero residenza
- libro quarto ,De' viceré e cose notabili fino al duca di Ossuna, inesatto e forniva notizie sulla vita cittadina e sui suoi illustri rappresentanti
- Delle origini ed antichità di Palermo, sulla topografia e assetto monumentale
- Vita e Morte di Santa Rosalia,
- Rime, Satire e Oratione funerale in morte di don Lucio de' Tignosi
- Rime pastorali , presso la biblioteca di palermo
- Liriche varie, con un sonetto "alla città di Palermo" del 1615

Nei testi discute in tono epico-celebrativo e non con ricerca storiografica, sugli eroi fondatori della città, chiedendosi con rabbia se Palermo fu fondata da Cam o da Saturno o da altri eroi immaginari. Per contro prospera e fortunata è la sorte di Palermo, chiamata "felicissima patria " e "nobile e principale", nonostante le rivolte di Cataldo, le pestilenze, gli incendi. L'elogio a Fortunio, venne dedicato "per disprezzo della corruzione umana" "al collegio delle statue della nostra ricchissima fonte di Palermo